# Война за бретонское наследство

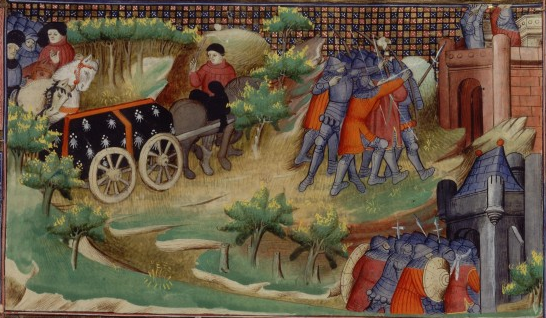
Похороны Жана III Бретонского, Хроники Фруассара

Война за бретонское наследство (фр. guerre de Succession de Bretagne) или война двух Жанн (фр. guerre des deux Jeanne) (1341—1364 годы) — военный конфликт периода Столетней войны между графами Блуа и Монфор за контроль над герцогством Бретань. Война являлась неотъемлемой частью Столетней войны в связи с вовлечением французского и английского правительств в конфликт. Монфоры, поддерживаемые Англией, одержали победу, однако Бретань в итоге признала себя вассалом не английского, а французского короля.

## Предыстория
Герцоги Бретани имели родовую связь с Англией и были также графами Ричмонда в Йоркшире. Герцог Артур II де Дрё был женат дважды, сначала на Марии Лиможской (1275—1291), а затем на Иоланде де Дрё (1263—1322), графине Монфор и вдове Александра III Шотландского. От первого брака он имел трёх сыновей, в том числе наследника, Жана III, и Ги, графа де Пентьевр (ум. 1331). От Иоланды Артур имел ещё одного сына, также названного Жаном, который стал графом де Монфор.
Жан III с неприязнью относился к детям своего отца от второго брака и провёл первые годы своего правления, пытаясь добиться аннулирования этого брака и исключения из наследования своих единокровных братьев и сестёр. Когда это не удалось, он попытался добиться, чтобы Жан де Монфор никогда не унаследовал герцогство. Поскольку Жан III был бездетным, своим наследником он избрал Жанну де Пентьевр («Хромоножку»), дочь его младшего брата Ги. В 1337 году она вышла замуж за Карла де Блуа, второго сына могущественного французского дворянского рода, сына сестры короля Филиппа VI Французского. Но в 1340 году Жан III примирился со своим единокровным братом и, по некоторым сведениям, составил завещание, назначавшего Жана де Монфора наследником Бретани. 30 апреля 1341 года Жан III умер. На смертном одре, не назвав преемника, он выкрикнул: «Не смейте беспокоить мой дух перед смертью такими вопросами!» и умер, оставив герцогство в сложнейшей ситуации двоевластия.

## Первый этап войны
Большая часть дворянства Бретани поддержала Карла де Блуа, так что если Жан де Монфор рассчитывал взять герцогство под контроль, ему следовало немедленно действовать. Монфор быстро завладел столицей Нантом, а затем захватил герцогскую казну в Лиможе. К середине августа Жан де Монфор владел большей частью Бретани, в том числе тремя главными городами — Нантом, Ренном и Ванном.
До этого момента кризис престолонаследия оставался чисто внутренним делом. В то время Англия и Франция уже несколько лет находились в состоянии конфликта (Столетняя война началась в 1337 году). В 1341 году было заключено перемирие между двумя странами, но было мало сомнений в том, что военные действия будут возобновлены, когда закончится перемирие. Когда Филипп VI узнал о связях английских агентов с Жаном де Монфором, французская корона, естественно, стала проявлять всё больший интерес к ситуации. Карл де Блуа стал официальным французским ставленником и поклялся в верности своему дяде, Филиппу VI. В свою очередь Эдуард III объявил себя королём Франции, и Жан де Монфор принёс ему оммаж.
Эдуард III был связан условиями перемирия и не мог предпринимать какие-либо наступательные действия во Франции. Французам же ничто не мешало заняться подчинением непокорных вассалов. В ноябре 1341 года после непродолжительной осады и поражения в битве при Шантосо, Жан де Монфор был выдан французам жителями Нанта. Ему предложили безопасное ведение переговоров с Карлом де Блуа, но вместо этого бросили в тюрьму.
Пока Жан был в плену, лидером фракции Монфоров стала его жена Жанна де Дампьер (Жанна Фландрская). Она создала себе резиденцию в Эннебоне в западной Бретани, а затем попала в осаду в Бресте. 
Карл де Блуа, со своей армией состоящей из французов, верных бретонцев и наемных союзников провел пугающую по своим масштабам кампанию в Бретани в июле 1342 года. Действие начавшись в его цитадели в восточной Бретани быстро распространилось в районы, номинально контролируемые соперником Блуа, Жаном де Монфор, находящимся в заключении. Корабли для транспортировки английской армии наконец были готовы отправиться в путь в начале августа, и граф Нортгемптон выступил в поход с 1350 воинами на 260 небольших прибрежных судах. В битве при Бресте 18 августа 1342 года англичане одним махом свели на нет французское морское превосходство в бретонских водах.  Карл снял осаду Бреста. В Париже опасались, что Эдуард III высадится в Кале, не дожидаясь окончания перемирия, поэтому основная часть французской армии отправилась туда, и Карл де Блуа остался без поддержки. Однако Карл проявил себя как способный полководец: Ренн и Ванн были взяты его отрядами.

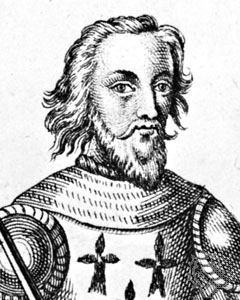
Карл де Блуа

В конце ноября 1342 года Эдуард III прибыл со своим войском в Брест. Он почти сразу выступил против Ванна. Осада затянулась, и французская армия была собрана, чтобы встретить англичан, но 19 января 1343 года два короля согласовали условия нового перемирия. Жан де Монфор находился в тюрьме, его сын был младенцем, а жена Жанна Фландрская недавно сошла с ума, так что на некоторое время Бретань оказалась в руках Карла де Блуа, которому, однако, приходилось считаться с большим постоянным английским гарнизоном в Бресте.
Перемирие связало двух королей и их последователей, но Карл де Блуа утверждал, что ведёт свою собственную, отдельную войну, и поэтому не связан каким-либо перемирием. Война продолжилась.
В Париже Жан де Монфор 1 сентября 1343 года был освобождён из тюрьмы в обмен на огромную денежную выплату и обещание остаться в своих владениях на востоке. Английские прибрежные гарнизоны оставались на местах, но фракция Монфоров всё равно продолжала терпеть поражения. Они имели некоторые успехи, например, изгнали папскую стражу из Ванна, но без сильного руководства члены фракции лишь могли просить подкреплений и денег у Лондона.
Чтобы затруднить сообщение между Брестом и Ванном, Карл де Блуа осадил Кемпер в начале марта 1344 года. Город был взят штурмом 1 мая, было убито огромное количество мирных жителей (от 1400 до 2000 человек). Английские пленники были оставлены в городе с целью получения выкупа, а бретонские и норманнские были отправлены в Париж, где были казнены за измену. В течение лета и осени фракция Монфоров распалась. Даже те, кто были самыми верными союзниками Жана де Монфора, после этого стали считать дальнейшую борьбу бесполезной. В марте 1345 года Жану, наконец, удалось бежать в Англию. При отсутствии приверженцев он был теперь не более чем марионеткой для реализации английских амбиций в Бретани.
Эдуард III решил отказаться от перемирия летом 1345 года, за год до его истечения. В рамках своей общей стратегии он направил в Бретань армию под совместным руководством графа Нортгемптона и Жана де Монфора. В течение недели после их высадки в июне англичане достигли первой победы: сэр Томас Дагворт, один из лейтенантов Нортгемптона, вторгся с войсками в центральную Бретань и разбил Карла де Блуа у Кадорэ, близ Жослена.
Дальнейшие операции были отложены до июля, когда Монфор попытался вернуть Кемпер. Тем не менее, новости о вторжении достигли французского правительства, и на помощь Карлу де Блуа были отправлены войска. Получив подкрепления, Карл снял осаду Кемпера. Монфор бежал обратно в Эннебон, где заболел и умер 16 сентября. Наследником фракции Монфоров стал его 5-летний сын Жан.
Зимой Нортгемптон начал долгий и трудный поход с целью захвата гавани на северной стороне полуострова Бретань. Эдуард III, вероятно, планировал высадиться здесь со своей главной армией в течение лета 1346 года, однако, англичане не достигли успеха. Северная Бретань была вотчиной Жанны де Пентьевр, и сопротивление здесь было ожесточенным.
В конце концов, Эдуард III избрал Нормандию местом высадки. Нортгемптон был отозван, а командование английской армией было поручено Томасу Дагворту, который устроил рейд по позициям французов и сразился с армией Карла де Блуа 9 июня 1346 года под Сен-Поль-де-Леоном. Англичане закрепились на вершине холма и отбили все атаки французов до наступления темноты, пока Карл не был вынужден отступить из-за высоких потерь.

## Второй этап войны

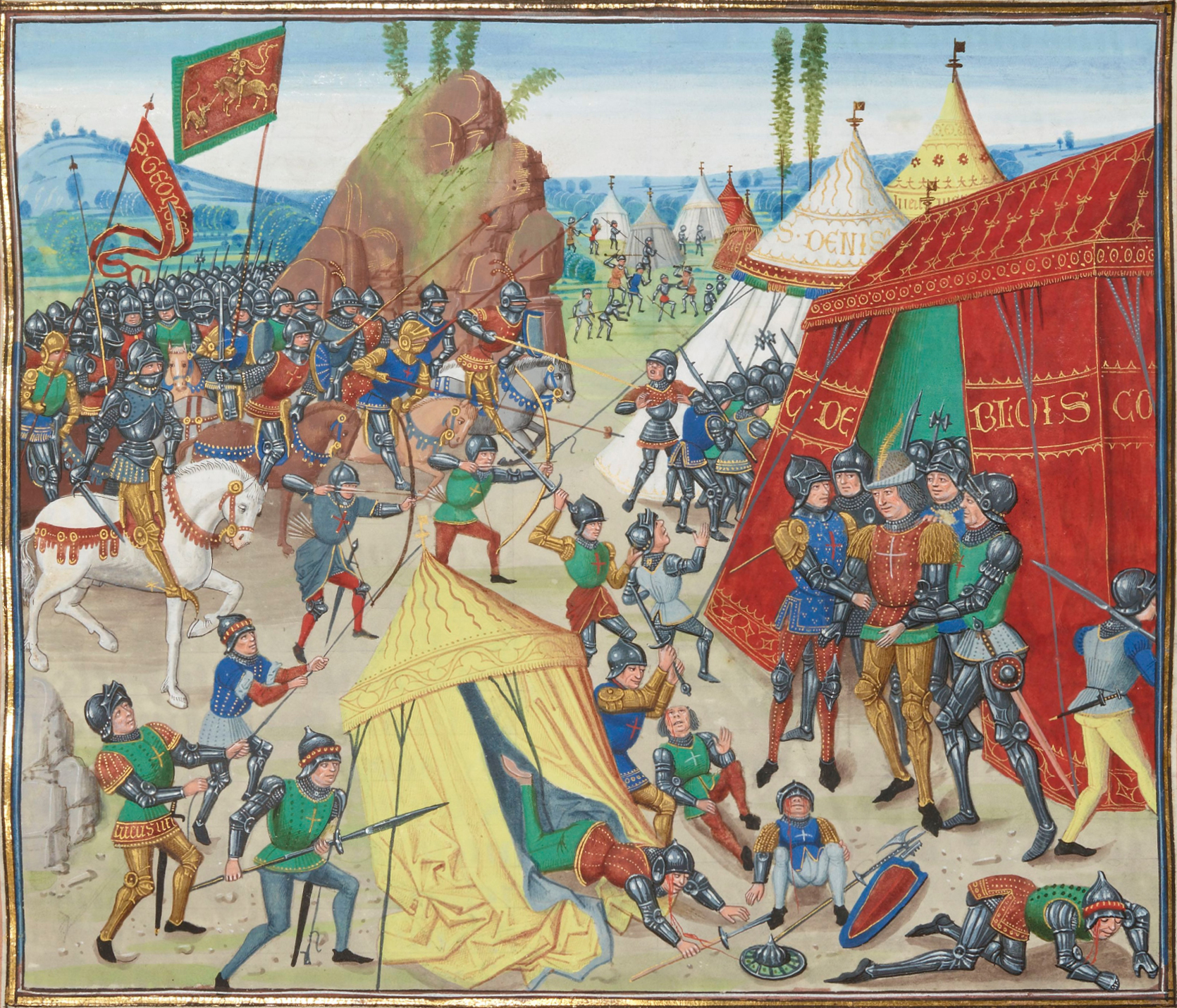
Пленение Карла де Блуа. Миниатюра из «Хроник Фруассара», XV век

Тем временем события вне Бретани начали оказывать влияние на исход войны. Французы потерпели крупное поражение в битве при Креси в 1346 году и у Кале в 1347 году. Без поддержки Франции Карл де Блуа постепенно начал терять позиции. Память о резне в Кемпере увеличивала его непопулярность, к тому же бретонские торговцы были материально заинтересованы в укреплении связей с Англией из-за стратегического положения Бретани между Атлантикой и Ла-Маншем. В битве при Ла-Рош-Дерьен в 1347 году Карл был взят в плен при попытке отбить город. Он был заключён в тюрьму на пять лет в лондонском Тауэре. Англичане теперь контролировали Брест, Кемпер и Ванн.
Под давлением папы Иннокентия VI англичане, французы и бретонцы заключили мир, в то время как обе фракции поддерживали хрупкий баланс сил в герцогстве. Именно в этот период состоялся «Бой тридцати» — знаменитый эпизод средневековой рыцарской истории. Конфликты между французскими и английскими оплотами Жосленом и Плоермелем были решены в поединке между тридцатью сторонниками Монфоров во главе с Робертом Бембро и тридцатью сторонниками Блуа во главе с Жаном де Бомануаром. Бой состоялся на полпути между двумя городами 26 марта 1351 года. К ночи сторонники Монфора потеряли девять рыцарей против шести Блуа, и выжившие монфористы были вынуждены сдаться. Эта история впоследствии была сильно романтизирована, но никак не повлияла на исход войны.

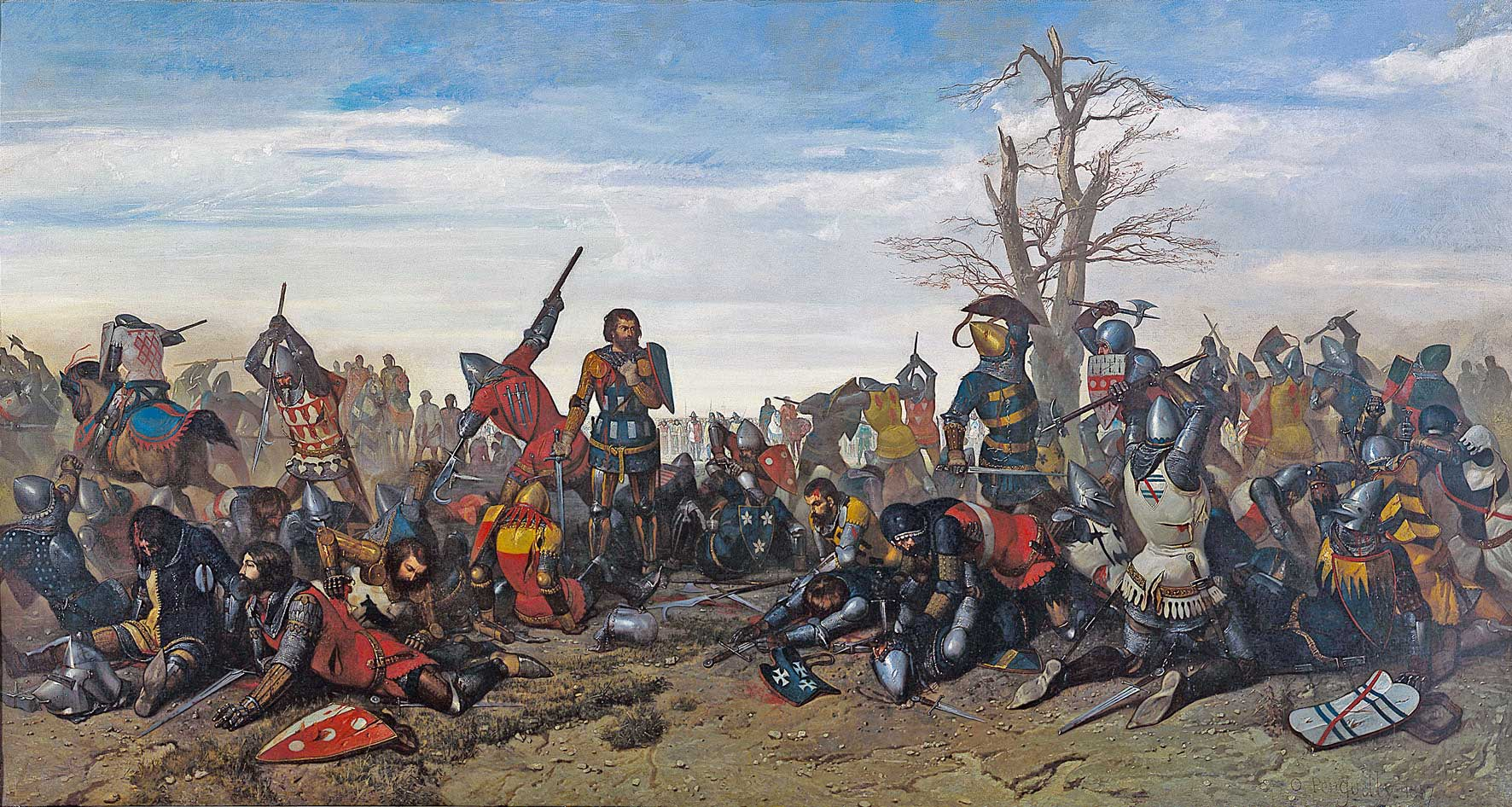
«Бой тридцати». Художник Октав Пенгийи Л'Аридон (1857)

1 марта 1353 года Эдуард III подписал Вестминстерский договор, признав Карла де Блуа герцогом Бретани, если последний выплатит выкуп в размере 300 тысяч золотых монет, и Бретань подписала договор о союзе «на вечные времена» с Англией. Союз должен был быть скреплён браком малолетнего Жана де Монфора с дочерью Эдуарда Марией. Брак требовал одобрения короля Франции и папы римского. Карл де ла Серда, коннетабль Франции, должен был вести переговоры, но Карл II Наваррский, который был заинтересован в продолжении войны между Англией и Францией, решил вмешаться и приказал убить коннетабля. Затем он пообещал свою поддержку Франции в обмен на территории. Договор был аннулирован, и Карл де Блуа был освобождён и вернулся в Бретань как герцог.

## Заключительный этап

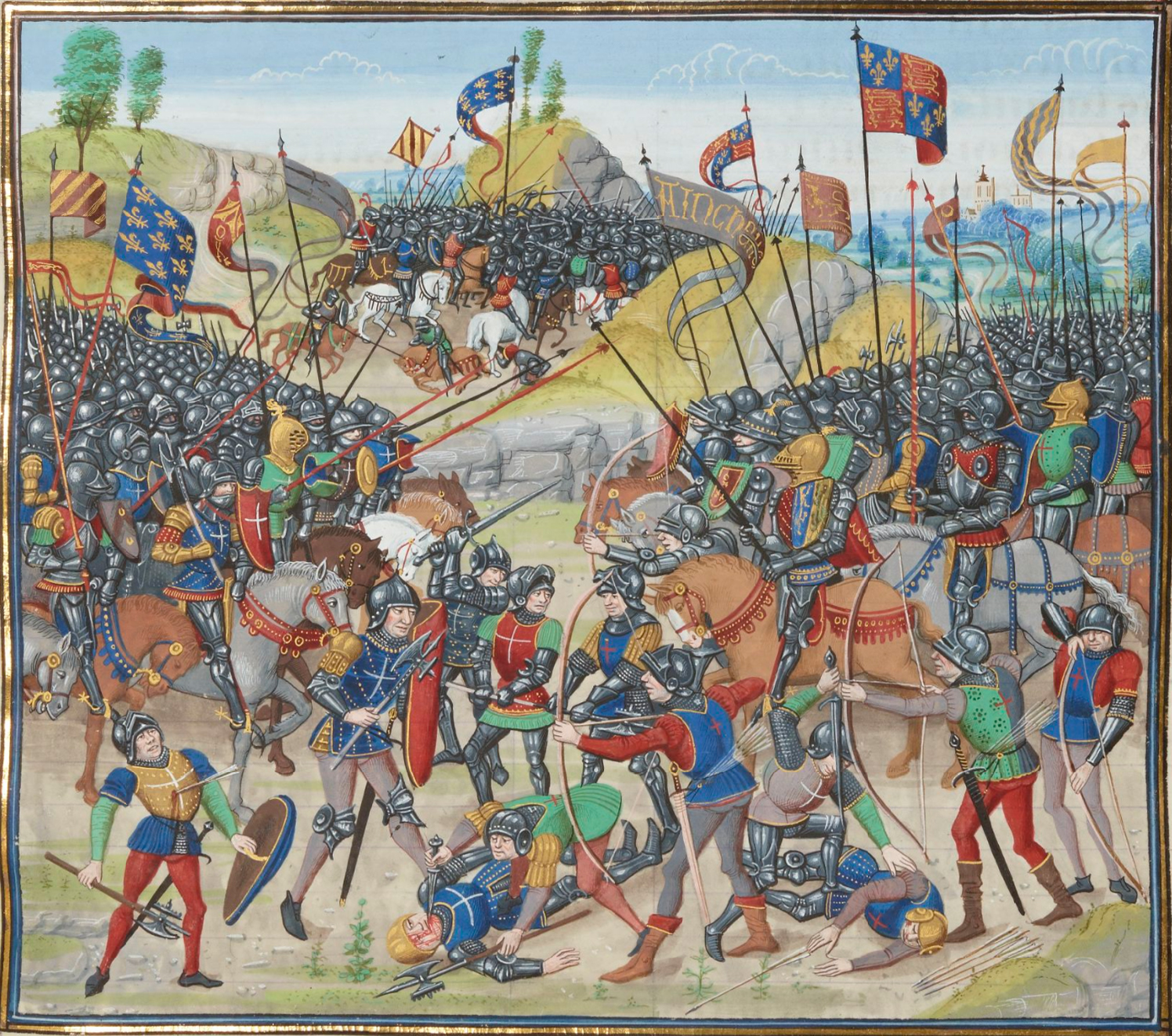
Битва при Оре. Миниатюра из «Хроник Фруассара», XV век

Ситуация оставалась в тупике в течение некоторого времени: Карл де Блуа формально был герцогом Бретани, но значительные территории ещё контролировались сторонниками Монфоров. Внешние события вновь стали оказывать влияние на конфликт. Чума поразила Францию, а сам король попал в плен к англичанам в битве при Пуатье в 1356 году. Французское государство было практически парализовано. В 1362 году, когда младший Жан де Монфор достиг 22-летнего возраста, король Эдуард III разрешил ему вернуться в Бретань. По прибытии Жан попытался достичь соглашения с Карлом де Блуа, чтобы добиться мира и поделить Бретань, но жена Карла Жанна де Пентьевр призвала его разгромить Жана.
Война возобновилась в 1363 году, когда Карл де Блуа при помощи Бертрана Дюгеклена добился некоторых успехов, но когда Бертран отправился в Наварру, Карл не справился с осадой Бешереля. Возникла ещё одна возможность заключить мир, но снова Жанна де Пентьевр заблокировала переговоры. Жан де Монфор отправился осаждать Оре вместе с известным английским военачальником Джоном Чандосом. Карл де Блуа и Бертран Дюгеклен поспешили на выручку осаждённому городу, но были разбиты в битве при Оре 29 сентября 1364 года. Эта битва положила конец конфликту: Карл де Блуа был убит, а Дюгеклен пленён и выкуплен французским королём за 100 000 франков.

## Условия мира
Мир был заключен 12 апреля 1365 года по условиям Герандского договора, который провозгласил Жана де Монфора герцогом Бретани. Договор не отверг полностью претензии рода Пентьевр и установил следующий закон преемственности в Бретани:
- герцогство должно передаваться от мужчины к мужчине в семье Монфор;
- при отсутствии мужского потомства у Монфоров власть наследуют мужчины семейства Пентьевр;
- Жан подтвердил власть Пентьевров в виконтстве Лимож.

Король Карл V не возражал против возвышения Жана, опасаясь, что он даст оммаж Эдуарду III, его тестю. Кроме того, Франция была явно истощена войной. Поэтому он признал права Жана де Монфора на Бретань, получил клятву верности от него и тем самым добился поддержки бретонского дворянства.
Положения договора были позже отвергнуты сторонниками Монфоров, когда в 1420 году Жан VI был похищен Пентьеврами. Монфористы заявили, что договор был нарушен, и потому условия наследования, прописанные в нём, больше не действуют. Это стало существенным, когда Франциск II не смог произвести наследника, позволив в 1488 году герцогству перейти к его дочери Анне Бретанской.

## Краткая хронология конфликта
- 30 апреля 1341 года — Жан III умирает, не оставив наследников. Жанна де Пентьевр и Карл де Блуа становятся герцогиней и герцогом Бретани. Жан де Монфор отказывается признать это и призывает на помощь короля Эдуарда III Английского.
- 1343 год — Жан де Монфор взят в плен, но отпущен вскоре после этого. Карл де Блуа пытается воспользоваться случаем и нападает на Эннебон, но город успешно защищает Жанна Фландрская, жена Монфора. Английская армия снимает осаду и заставляет Блуа принять перемирие, нарушенное вскоре после этого.
- 1344 год — Карл де Блуа занимает Кемпер с помощью французской армии и отдает приказ убить 2000 мирных жителей.
- 1345 год — Жан де Монфор не успевает вернуть Кемпер и умирает. Его амбиции наследует сын Жан. Его мать, Жанна Фландрская, становится политическим и военным лидером фракции Монфоров.
- Между 1346 и 1364 годами — несколько незначительных сражений и перемирий. Жанна Фландрская сходит с ума и помещена в монастырь.
- 29 сентября 1364 года — Битва при Оре. Бертран дю Геклен и Карл де Блуа разбиты войсками Жана де Монфора и английского военачальника Джона Чандоса. Карл де Блуа погиб в бою.
- 1365 год — Жан V признан герцогом Бретани, и Жанна де Пентьевр отказывается от всех претензий на герцогство по Герандскому договору. Однако новый герцог объявляет себя вассалом не английского, а французского короля.